# Кадочникова, Наталия Петровна
Ната́лия Петро́вна Ка́дочникова (род. 14 апреля 1969, Ленинград) — советская и российская актриса театра и кино, создатель и художественный руководитель творческой мастерской «Династия» имени Павла Кадочникова.

## Биография
Родилась в семье актёров. Отец — киновед и актёр кино Пётр Кадочников, дед — Народный артист СССР Павел Кадочников, бабушка — актриса Розалия Ивановна Котович-Кадочникова.
В связи с постоянной занятостью отца и деда на съёмках, большую часть времени проводила на съёмочных площадках и в киноэкспедициях, что и повлияло на выбор будущей профессии. Находилась на съёмочных площадках таких кинолент как «Неоконченная пьеса для механического пианино» Никиты Михалкова, «Сюда не залетали чайки» Булата Мансурова, «Сибириада» Андрея Кончаловского.
В 1981 погиб отец. Кадочникова осталась жить у деда с бабушкой. Получила роль в фильме П. Кадочникова «Я тебя никогда не забуду». Следующей серьёзной работой Наталии Кадочниковой в кино была роль Анны в последней режиссёрской работе Кадочникова «Серебряные струны» (1987). Работа над сценарием негативно отразилась на здоровье Кадочникова, потерявшего одного за другим двух сыновей — Петра (1981) и Константина (1984). Картина легла «на полку», и этого он не пережил.
Случилось это в 1988 году, когда Кадочникова училась на первом курсе ЛГИТМиКа им. Черкасова, в мастерской И. О. Горбачёва. По окончании института два года преподавала актёрское мастерство в Школе русской драмы.
В 1994 году была приглашена преподавать в University of Newcastle (Australia).
В 2001—2010 годах — актриса Государственного детского Драматического Театра «На Неве».
С 2009 года — актриса Лаборатории ON TEATR и «N-театр труппа».
В 2010—2012 годах — актриса «N-театра под руководством Алексея Нилова».
С 2009 года — художественный руководитель Творческой мастерской «Династия» имени Павла Кадочникова.

В 2012 году на собственные средства в содружестве с актёром кино Яковом Шамшиным и командой энтузиастов поставили спектакль «Жизнь как вспышка», посвящённый жизни и творчеству Павла Кадочникова.
В 2015 году был проведён I международный фестиваль искусств имени Павла Кадочникова. В том же году прошла презентация книги Наталии Кадочниковой «Жизнь как вспышка», выход которой был приурочен к 100-летнему юбилею Павла Кадочникова.

## Семья
Старший сын — Пётр Кадочников, киномеханик. Средний сын — Виктор Кадочников, актёр, режиссёр монтажа. Дочь — Алиса Кадочникова, школьница, первый в России педагог-ребёнок по анимации. Муж — Максимов Михаил Витальевич.

## Фильмография
- 1983 — Я тебя никогда не забуду — Верочка, дочь Полины
- 1987 — Серебряные струны — Анна
- 1991 — Шаги императора
- 2002 — Улицы разбитых фонарей-4 — Таня
- 2005 — Герой советского народа. Павел Кадочников — камео
- 2007 — Варварины свадьбы
- 2007 — Ленинград
- 2009 — Одну тебя люблю
- 2009 — Счастливый конец — женщина в парке
- 2010 — Слово женщине
- 2010 — Край
- 2010 — Литейный-4 Рикошет. 11-я серия
- 2010 — Любовь без правил
- 2010 — Мы из будущего-2
- 2010 — Робинзон
- 2010 — Сонька. Продолжение легенды
- 2010 — Улицы разбитых фонарей-10 — Светлана Ивановна
- 2011 — Защита свидетелей — судья
- 2011 — Ментовские войны-6 — Наталья Зверева
- 2012 — Дед Иван и Санька — Арматура
- 2012 — Потерянный пистолет 12-я серия
- 2012 — Патруль. Васильевский остров
- 2012 — Хвост — Лида
- 2013 — Собачий рай — дама из интерната
- 2013 — Сталинград — Зойка Антонова
- 2013 — Выпускницы Фильм № 7
- 2013 — Шаман-2 — Серафима Шимаева
- 2014 — Тихая заводь Фильм № 12
- 2014 — Инспектор Купер-2 — мать Носарева
- 2014 — Иные
- 2014 — Линия Марты — тётя Наташа, ленинградская знакомая Юры
- 2014 — Охотник. 19-я серия
- 2014 — Лучшие враги — Ксения, жена Воронцова
- 2015 — Семейный альбом — кассир в аэропорту
- 2019 — Мальчик из ниоткуда — Альбина Петровна, заведующая медпунктом
- 2019 — Крик тишины — заведующая детским садом